# Cùng Thiền
Cùng Thiền (giản thể: 穷蝉; phồn thể: 窮蟬), còn dẫn đến biết tên là Ngu Mạc (虞幕), là tên một nhân vật huyền thoại sống vào thời Ngũ Đế trong lịch sử Trung Quốc, theo Sử Ký Tư Mã Thiên - Ngũ Đế bản kỷ và một số thư tịch cổ quan trọng khác thì ông là con trai thứ hai của huyền đế Chuyên Húc và bà Nữ Lộc.
Cũng theo Sử Ký thì Chuyên Húc có ba người con trai là: Xứng, Cùng Thiền và Cổn. Nhưng khi Chuyên Húc lâm chung lại không truyền ngôi thiên tử cho con mà lại đem ngai vàng trao cho cháu gọi bằng "tòng thúc" là Cơ Tuấn, cha Cơ Tuấn chính là Đới Cực cùng với Chuyên Húc là anh em con chú con bác ruột. Khi Chuyên Húc được Thiếu Hạo triệu về kinh thì vị trí quân chủ nước Cao Dương được Xứng thay thế, Cùng Thiền là em Xứng làm quan phụ chính giúp anh điều hành đất nước. Sử sách không nhắc đến hành trạng của Cùng Thiền khi làm quan nước Cao Dương mà chỉ nhắc đến hậu duệ của ông mà thôi, ông chính là tổ tiên trực hệ 6 đời của đế Thuấn Diêu Trọng Hoa sau này.
Sử Ký chép rằng Cùng Thiền sinh Kính Khang, Kính Khang sinh Câu Vọng, Câu Vọng sinh Kiều Ngưu, Kiều Ngưu sinh Cổ Tẩu, Cổ Tẩu là cha của Ngu Thuấn vậy. Gia Phả họ Hoàng của người Trung Quốc thì ghi Nữ Tu là con gái của Cùng Thiền nhưng trong chính sử không thấy nói đến vấn đề này, người Trung Quốc rất chú trọng lịch sử nhưng tiếc thay họ tự gây ra nhiều cuộc hỗn chiến khốc liệt quá khiến sách vở cũng bị mai một hoặc thất lạc.